# Adolf Slaby
Adolf Carl Heinrich Slaby (Berlino, 18 aprile 1849 – Charlottenburg, 6 aprile 1913) è stato un fisico tedesco.

## Biografia
Fu un pioniere della radiotelegrafia. Insegnò per 31 anni (1882-1913) alla Università tecnica di Berlino. La Germania gli dedicò nel 1974 dei francobolli commemorativi.